# 三柴恵
三柴 恵（みしば めぐみ）は、日本の作曲家・ピアニスト。愛知県出身、東京都育ち。
NHKの教育番組やドキュメンタリー、ドラマ音楽を中心に楽曲を提供。
新しいインストゥルメンタルアレンジや自身のピアノ演奏技術を開拓する一方で、日本人のアイデンティティを基調とした親しみ深い歌曲や合唱曲も多く制作している。

## 来歴・人物
4歳の頃よりピアノを始める。幼い頃から主題歌やJ-POPなどのエアチェックを行う。国立音楽大学附属中学校に在学中、初めて作曲した合唱曲が学内オーディションに合格した事を切っ掛けに、独学で創作を始める。同時に、現代音楽、ロック、民族音楽など幅広いジャンルに触れていく。国立音楽大学作曲学科卒業後、東京藝術大学「映像・舞台芸術に関する授業科目の開発研究プロジェクト」（現大学院映像研究科の前身）に参加中、NHKの演出家の紹介によって、わずかな期間ではあるが桑原研郎に師事。その頃からNHKドラマや学校教育番組、日本歌曲を中心に楽曲提供を始め、フリーで活動を続けている。現在、世田谷区「詩と作曲の会」会員、日本詩人連盟会員、JASRAC会員、MPN会 員。

## 主な作品

### テレビ
- NHK
  - 木曜時代劇「次郎長背負い富士」（2006年）
  - 正月時代劇「堀部安兵衛」（2007年）
  - 高校講座 世界史（2012年 - ）
  - 国際共同制作「スペースシップアースの未来」（2013年 - 2014年）[1][2]。
  - にっぽんプレミアム
    - 「発見!体感!川紀行」「River of Dreams（作詞：影森潤）」（2014年 - ）
    - 「発見!体感!にっぽん水紀行」（2016年6月 - ）

  - ドキュメンタリー
    - 「アナザーストリーズ 運命の分岐点」season 1 （2015年 - ）
    - 「アナザーストリーズ」season 2（2016年4月 - ）

  - ドキュメンタリードラマ「戦場の真心チムグクル～沖縄を救った日系人～」  第32回 ATP賞テレビグランプリ[ドキュメンタリー部門]奨励賞 受賞（2016年）[3]
  - ドラマ「いとの森の家」  第42回 放送文化基金賞 [番組部門] テレビドラマ番組 奨励賞受賞 （2016年）[4]
  - 「あさイチ」スマートライフコーナー音楽（2016年3月 - ）

### ラジオドラマ
NHK-FM FMシアター
- 生き直すシリーズ
  - 「生き直す～理学療法士・砂川晴美～」2007年[5]。
  - 「生き直すパート2～理学療法士・砂川晴美～」2008年[6]。
  - 「生き直すパート3～理学療法士・砂川晴美～」2009年[7]。
- 「嘘と真実（まこと）」2008年[6]。

NHKラジオ第2放送　おはなしの旅
- 「王様のいない森」　2005年、原作：ギリシャ神話
- 「人魚姫」　2005年、原作：ハンス・クリスチャン・アンデルセン
- 「犬越路」　2005年、原作：今西祐行
- 「マッチ売りの少女」　2005年、原作：ハンス・クリスチャン・アンデルセン
- 「あたしのいもうと」　2006年、原作：武鹿悦子
- 「ちいちゃんのかげおくり」　2006年 原作：武鹿悦子、
- 「母をたずねて三千里」　2006年、原作：エドモンド・デ・アミーチス
- 「ジュールおじさん」　2006年、原作：ギ・ド・モーパッサン
- 「赤いろうそくと人魚」　2006年原作：小川未明、
- 「母グマ 子グマ」　2007年、原作：椋鳩十
- 「遠いのばらの村」　2007年、原作：安房直子
- 「貝になった子ども」　2007年、原作：松谷みよ子
- 「土の笛」　2007年、原作：今西祐行
- 「龍の子太郎 （1）（2）」　2007年、原作：松谷みよ子
- 「雪おんな」　2007年、原作：小泉八雲
- 「花くいライオン」　2008年、原作：立原えりか
- 「女神」　2009年、原作：星新一
- 「雪の女王（1）（2）」　2009年、原作：ハンス・クリスチャン・アンデルセン
- 「まほうつかいのまごむすめ」　2009年、原作：立原えりか
- 「星の牧場」　2009年、原作：庄野英二
- 「月夜のめがね」　2009年、原作：小川未明
- 「いいものもらった」　2009年、原作：森山京
- 「おいでもんしろ蝶」　2010年、原作：工藤直子
- 「スガンさんのやぎ」　2010年、原作：アルフォンス・ドーデ
- 「山のタンタラばあさん」　2011年、原作：安房直子
- 「焼かれた魚」　2011年、原作：小熊秀雄
- 「野の白 鳥」　2011年、原作：ハンス・クリスチャン・アンデルセン
- 「山ねこおことわり」　2012年、原作：あまんきみこ
- 「妖精たち」　2013年、原作：シャルル・ペロー
- 「茂吉のねこ」　2013年、原作：松谷みよ子

### オーディオドラマ
- 「若草物語」　2007年、原作：ルイーザ・メイ・オルコット
- 「みずうみ」　2007年、原作：テオドール・シュトルム
- 「外套」　2008年、原作：ニコライ・ゴーゴリ
- 「注文の多い料理店」　2008年、原作：宮沢賢治
- 「どんぐりと山猫」 2008年、原作：宮沢賢治
- 「赤毛のアン」　 2008年、原作：L・M・モンゴメリ
- 「高野聖」　2009年、原作：泉鏡花
- 「愛の妖精」　2009年、原作：ジョルジュ・サンド
- 「うたかたの恋」　2009年、原作：クロードアネ
- 「ルパン対ホームズ」　2009年、原作：モーリス・ルブラン

### 舞台
- パルコ・ル テアトル銀座 by PARCO 提携公演　ふたりのカレンダー　2005年10月
  - 出演：黒柳徹子、団時朗 演出：高橋昌也
- 81プロデュース 読む・語る朗読コンサート その1,その2　2004年,2005年
  - 演出：藤城裕二
- 丹波企画 トリオ・FNN 朗読コンサート　出演：藤田美保子[8]。

### 合唱曲
- 「木」2011年、作詞：水谷有美、指揮：石井亨（福島復興支援提供楽曲・1999年第18回世田谷文学賞詩部門一席受賞作品[9]。）成城ホール
- 「春の音符」2011年、作詞：田原千佳子、指揮：石井亨
- 「冬眠」2013年、作詞：水谷有美（2000年第19回世田谷文学賞詩部門三席受賞作品[10]／こどもの城児童合唱団提供）成城ホール
- 「君に」2013年、作詞：片岡輝（こどもの城児童合唱団提供楽曲）成城ホール 青山円形劇場[11]。
- 「もう一人の私へ」2014年、作詞 ：片岡輝（こどもの城児童合唱団提供楽曲）青山円形劇場
- 「GENKI NIJI NO WA」2015年、作詞：片岡輝（こどもの城児童合唱団提供楽曲）青山円形劇場ファイナルコンサート、世田谷区民会館
- 「日脚がのびるのはいい 」2016年、作詩：宮本むつみ（こどもの城児童合唱団提供楽曲）

### 歌曲
- 「風の歌ったうた～その一、その二、その三～」　1997年、作詞：立原道造
- 「新しい夏」　2008年、作詞：吉野寛
- 「夕焼けの町」　2009年、作詞：吉野寛
- 「下高井戸ラプソディー」　2009年、作詞：三田洋
- 「花水木」　2010年、作詞：三田洋
- 「夏の儀式」　2012年、作詞：水谷有美
- 「薔薇」フーガ　2012年、作詞：田原千佳子
- 「公園の噴水」　2014年、作詞：新川和江※同時作品発表 池辺晋一郎
- 「みんなみんな出ておいで」　2015年、作詞：片岡輝（第22回奏楽堂日本歌曲コンクール入賞作品）[12]。
- 「ほし」　2015年、作詞：たかはしけいすけ

### プラネタリウム音楽
多摩六都科学館プラネタリウム（ギネス世界記録登録）リニューアルオープン記念上映「瞳の大冒険」、監修：高柳雄一

### 編曲
- 「あの町この町」「青い眼の人形」「兎のダンス」「My Blue Heaven」ギターとマンドリンの為に、1998年[13]。
- 「花へんろ」「テイク・ファイヴ」「コンドルは飛んでいく」邦楽器（篠笛／尺八／三味線／二胡／琴／17弦琴）編曲、2005年、品川区立総合区民開館、主宰：早坂暁
- 「家族(春)」作詞：江間章子（遺作）、作曲：桑原研郎、ソプラノとピアノ／ピアノ演奏、2006年 砧区民ホール
- 「空と大地の間に」ソプラノとピアノの為に、2006年、津田ホール
- 「伝承あそび辞典わらべうたのこころ」全収録曲 ピアノ編曲／演奏、2008年発売、(財)日本伝統文化振興財団推薦CD
- 「グリーングリーン」「世界にひとつだけの花」「涙そうそう」「いつも何度でも」「贈る言葉」（小学学校教材）ピアノ伴奏、2010年[14]。
- 「カノン」ヴァイオリン／オーボエ／ギター／ピアノ編曲、2012年、NHK高校講座物理 ピアノ演奏出演
- 「惑星」弦楽五重奏、2013年12月放送、世界の果てまでイッテQ!

### その他のオリジナル器楽曲
- 「MATSURI」マリンバとピアノの為に、1998年、滝野川会館、主催 日本木琴協会、後援：北区教育委員会／文化振興財団
- 「祭」ギターソロ、1998年
- 「smart roll」カリンバソロ、2005年